# كيفن لويس (لاعب كرة قدم بريطاني)
كيفن لويس (بالإنجليزية: Kevin Lewis)‏ (25 سبتمبر 1952 في المملكة المتحدة - ) هو مدرب كرة قدم ولاعب كرة قدم بريطاني في مركز الدفاع. لعب مع ستوك سيتي ونادي كرو ألكساندرا وليك تاون ‏ ونادي تلفورد يونايتد.

## وصلات خارجية
- كيفن لويس على موقع قاعدة بيانات كرة القدم.إي يو (الإنجليزية)